# アブドゥッラーヒ・ダン・フォディオ
アブドゥッラーヒ・ダン・フォディオ（アラビア語: عبد الله بن محمد فودي、? - 1829年）は、ソコト帝国の領主。建国者であるウスマン・ダン・フォディオの弟にあたる。
アブドゥッラーヒはハディース学、法学、スーフィズムなどのイスラームの学問を習得し、兄のウスマンから文章論を学ぶ。1804年以前は、ウスマンに従ってハウサ諸王国（ハウサランド）で純粋なイスラーム信仰への立ち返りを説いた。1804年にウスマンがジハードを宣言して挙兵した後（フラニ戦争）、アブドゥッラーヒは宰相（ワズィール）としてウスマンを軍事面で輔弼した。
1812年にハウサランドの大部分がソコト帝国の支配下に入るとウスマンは領土を二分し、子のムハンマド・ベロにソコトを中心とする東北部を、アブドゥッラーヒにグワンドゥを中心とする南西部の統治を委ねた。ウスマンの死後、アブドゥッラーヒはカリフの地位を継承したムハンマドと反目するが、後に和解した。晩年は著述に専念し、75の作品を残した。彼の作品の中には、ウスマンの伝記も含まれている。アブドゥッラーヒが没した後も、グワンドゥを中心とする地域は彼の後継者によって統治された。